# Laeops natalensis
Laeops natalensis és un peix teleosti de la família dels bòtids i de l'ordre dels pleuronectiformes.
present a les costes de KwaZulu-Natal (Sud-àfrica).
Pot arribar als 14 cm de llargària total.